# Conseil européen des 15 et 16 juin 1998
Le Conseil européen des 15 et 16 juin 1998, aussi appelé Conseil européen de Cardiff, s'est déroulé sous la présidence de Tony Blair.

## Contexte
Le 15 juin 1998, le Royaume-Uni a déposé les instruments de ratification du traité d'Amsterdam.
Les mois précédents ont vu des avancées majeures sur l'Union économique et monétaire, le processus d'élargissement et les négociations de l'Agenda 2000.

## Avancées
Le Conseil européen a fait des avancées sur plusieurs points :
- l'établissement d'éléments fondamentaux de la stratégie de l'Union européenne pour une réforme économique future destinée à améliorer la croissance, la prospérité, l'emploi et l'intégration sociale ;
- la détermination des moyens visant à rapprocher l'Union de ses citoyens, notamment avec plus de transparence, une plus grande intégration au niveau local et une lutte intensive contre les drogues et le crime organisé ;
- la détermination de lignes directrices et d'un calendrier pour les futurs négociations de l'agenda 2000 ;
- la révision des progrès dans le développement de l'Union et de ses relations extérieures ;
- le lancement d'un débat sur le futur de l'Union.

### Déroulement
Le Conseil européen a débuté par un échange de point de vue avec le président du Parlement européen José María Gil Robles.

## Sources

## Compléments